# En vittling mot öster
En vittling mot öster är en av Karl Gerhards revyer, hans nyårsrevy från 1945. Sånger som ingick i den - eller rättare, som fanns tryckta i programbladet - var C'est toujours la meme chanson, En flicka i Paris, Gamla tant Adolfina och Vem vet hur länge vi har varann.